# مورتن، مرزیساید
latitudeمورتن، مرزیسایدlongitudeمورتن، مرزیساید
مورتن، مرزیساید (به انگلیسی: Moreton) یک منطقهٔ مسکونی در بریتانیا است که در شمال غربی انگلستان واقع شده‌است.

## خصوصیات
مورتن ۱۷٬۶۷۰ نفر جمعیت دارد.